# Jani Liimatainen
Pour les articles homonymes, voir Liimatainen.
Jani Liimatainen (né Jani Allan Kristian Liimatainen, le 9 septembre 1980) est l'ex-guitariste et membre fondateur du groupe de power metal Sonata Arctica.
Il a appris la majorité de sa technique seul, bien qu'il ait reçu quelques leçons de guitare tôt dans sa vie. Il est sponsorisé par Ibanez et joue sur une Destroyer DT 200 Custom ainsi que sur une Ibanez JPM4, l'ancien modèle signature de John Petrucci. Il cite Strapping Young Lad, Dream Theater et Pain of Salvation comme ses plus grandes influences.
En plus de jouer, il a aussi contribué à l'écriture de la chanson My Selene sur l'album Reckoning Night (2004).
Il a été contraint de quitter Sonata Arctica en mai 2007, bien que cela ne fut confirmé officiellement qu'en août. Il a été remplacé par Elias Viljanen.
Jani jouait aussi avec le groupe Altaria, et a enregistré deux albums avec eux avant de quitter le groupe pour se concentrer sur son travail avec Sonata Arctica. Il a aussi un side-project avec Henrik Klingenberg (claviériste de Sonata Arctica) : un groupe de death metal mélodique appelé Graveyard Shift.
Il a créé un nouveau groupe de rock mélodique avec Risto Koskinen, nommé Sydänpuu, ainsi qu'un groupe de metal mélodique appelé Dream Asylum.
Il a formé avec Timo Kotipelto (Stratovarius) et Mikko Harkin (ancien clavieriste de Sonata Arctica) le groupe Cain's Offering, dont le premier album, Gather The Faithful est sorti en été 2009.
Après une série de concerts avec Timo Kotipelto, ils décidèrent, à la demande des fans, de sortir ensemble un album acoustique. Celui-ci, appelé Blackoustic, reprend des hits de Stratovarius (Black Diamond, Hunting High and Low), de Sonata Arctica (My Selene), ainsi que d'autres groupes de metal. Il y apparait même une chanson écrite par Liimatainen (Where my Rainbow Ends). L'album est sorti le 19 octobre 2012.
Le 2e album de Cain's Offering sort en mai 2015 avec cette fois-ci Jens Johansson (Stratovarius) au clavier et se nomme Stormcrow. Comme pour le précédent opus, il s'agit d'un album de power metal avec des touches symphoniques influencées par Nightwish.
La même année Jani Liimatainen sort le 1e album de The Dark Element, projet pop metal avec Anette Olzon, l'ex-chanteuse de Nightwish (2007-2013). Ce succès lui permet de se lancer dans l'écriture d'un nouvel album attendu en novembre 2019, à nouveau chez Frontiers Records.
Le 16 juillet 2019, Insomnium annonce sur les réseaux sociaux avoir recruté Jani Liimatainen comme guitariste. Le 16 février 2024, le groupe déclare se séparer du guitariste à la suite d'un silence prolongé de sa part.